# رودنو (کرایوو)
رودنو (به صربی: Rudno) یک منطقهٔ مسکونی در صربستان است که در کرالیفو واقع شده‌است.